# NAUTIS
NAUTIS − Národní ústav pro autismus (dříve APLA − Asociace pomáhající lidem s autismem) je organizace poskytující služby lidem s poruchami autistického spektra a jejich rodinám. Jedná se o nestátní neziskovou organizaci s právní formou ústavu.

## Činnost
NAUTIS poskytuje diagnostické, terapeutické, sociální, vzdělávací, volnočasové, asistenční a odlehčovací služby. Je členem řady mezirezortních odborných pracovních skupin, kde se snaží prosadit systémové změny v oblasti péče o lidi s autismem v České republice. 
V roce 2010 založil NAUTIS (tehdy ještě jako APLA) s podporou Evropského sociálního fondu projekt Do práce bez bariér. Projekt se prostřednictvím školení a terapie snažil zvýšit šance účastníků na získání lepší práce. Projekt byl ukončen po dvou letech v létě 2012 a za dobu jeho trvání se do něj zapojilo 58 lidí s autismem a 13 z nich úspěšně našlo novou práci.
V neposlední řadě je NAUTIS členem mezinárodní organizace Autism-Europe, která sdružuje organizace aktivně se zasazující o práva lidí s poruchou autistického spektra v Evropské unii. Součástí NAUTIS je také Nakladatelství Pasparta, které vydává jak odbornou literaturu, tak i knihy pro děti s poruchou autistického spektra.